# Саудівська Аравія на літніх Олімпійських іграх 1984
Саудівська Аравія брала участь у Літніх Олімпійських іграх 1984 року у Лос-Анджелесі (США) утретє за свою історію, пропустивши Літні Олімпійські ігри 1980 року, але не завоювала жодної медалі.